# Gymnastik ved Helle Gotved
|  | Denne artikel er oprettet af botten Steenthbot ud fra en ekstern database. Den kan derfor have sproglige fejl eller mangler. Denne skabelon kan fjernes efter kontrol af indholdet. |

Gymnastik ved Helle Gotved er en dansk undervisningsfilm fra 1966 instrueret af Jørgen Thoms efter eget manuskript.

## Handling
En gennemgang af Helle Gotveds pædagogiske metoder i kvindegymnastikken.